# 李宗達
李宗達，字时望，福建福州府闽县人，明朝政治人物、進士出身。

## 生平
景泰七年（1456年）丙子科福建乡试中舉。天顺八年（1464年），登甲申科進士，后升任温州府知府。